# Pál Kovács
Pál Ádám Kovács (17 de julio de 1912-8 de julio de 1995) fue un deportista húngaro que compitió en esgrima, especialista en la modalidad de sable.
Participó en cinco Juegos Olímpicos de Verano entre los años 1936 y 1960, obteniendo en total siete medallas, seis de oro y una de bronce. Ganó doce medallas en el Campeonato Mundial de Esgrima entre los años 1933 y 1958.

## Palmarés internacional
| Juegos Olímpicos   | Juegos Olímpicos            | Juegos Olímpicos  | Juegos Olímpicos  |
| Año                | Lugar                       | Medalla           | Prueba            |
| ------------------ | --------------------------- | ----------------- | ----------------- |
| 1936               | Berlín (Alemania)           | Medalla de oro    | Sable por equipos |
| 1948               | Londres (Reino Unido)       | Medalla de oro    | Sable por equipos |
| 1948               | Londres (Reino Unido)       | Medalla de bronce | Sable individual  |
| 1952               | Helsinki (Finlandia)        | Medalla de oro    | Sable individual  |
| 1952               | Helsinki (Finlandia)        | Medalla de oro    | Sable por equipos |
| 1956               | Melbourne (Australia)       | Medalla de oro    | Sable por equipos |
| 1960               | Roma (Italia)               | Medalla de oro    | Sable por equipos |
| Campeonato Mundial |                             |                   |                   |
| Año                | Lugar                       | Medalla           | Prueba            |
| 1933               | Budapest (Hungría)          | Medalla de oro    | Sable por equipos |
| 1937               | París (Francia)             | Medalla de oro    | Sable individual  |
| 1937               | París (Francia)             | Medalla de oro    | Sable por equipos |
| 1951               | Estocolmo (Suecia)          | Medalla de oro    | Sable por equipos |
| 1951               | Estocolmo (Suecia)          | Medalla de plata  | Sable individual  |
| 1953               | Bruselas (Bélgica)          | Medalla de oro    | Sable individual  |
| 1953               | Bruselas (Bélgica)          | Medalla de oro    | Sable por equipos |
| 1954               | Luxemburgo (Luxemburgo)     | Medalla de oro    | Sable por equipos |
| 1954               | Luxemburgo (Luxemburgo)     | Medalla de plata  | Sable individual  |
| 1955               | Roma (Italia)               | Medalla de oro    | Sable por equipos |
| 1957               | París (Francia)             | Medalla de oro    | Sable por equipos |
| 1958               | Filadelfia (Estados Unidos) | Medalla de oro    | Sable por equipos |